# Cladosporium obtectum
Cladosporium obtectum är en svampart som beskrevs av Ludwig Rabenhorst 1889. Cladosporium obtectum ingår i släktet Cladosporium och familjen Davidiellaceae.   Inga underarter finns listade i Catalogue of Life.